# Agaricus moellerianus
Agaricus moellerianus är en svampart som beskrevs av Bon 1985. Agaricus moellerianus ingår i släktet champinjoner och familjen Agaricaceae.  Artens status i Sverige är: Ej påträffad. Inga underarter finns listade i Catalogue of Life.